# Vicky Albert
Victor Albert, dit Vicky, né le 25 novembre 1943 à Huy et mort le 10 novembre 2005 à Engis, était un homme politique belge wallon, membre du PS.
Albert fut régent, professeur (IPES, Huy puis IPES, Seraing), directeur adjoint de l'Institut provincial d'Enseignement secondaire à Huy.

## Carrière politique
- 1971-1976 : Échevin de l'Instruction à Engis
- 1976-2003 : Bourgmestre d'Engis
- 1971-2005 : Conseiller communal d'Engis
- 2003-2005 : Echevin d'Engis
- 1985-1987 : député fédéral belge et conseiller régional wallon